# シャンディ・ガフ
シャンディ・ガフもしくはシャンデー・ガフ (Shandy Gaff) は、ビールベースのカクテルで、ジンジャーエールと合わせたもの。ビール特有のホップの苦味をジンジャーエールが和らげると同時に、生姜のピリッとした風味を添える。単にシャンディとも呼ぶ。

## 由来
名前の由来は不明。イギリスでは昔からパブで飲まれている。昔のシャンディ・ガフはジンジャーエールではなく、ジンジャー・ビアとエールで作っていた。イギリスのパブでは広く知られる飲み物の1つであるが、一般的にはジンジャーエールではなくレモネード（日本でいうところのラムネ）を用いる。ドイツではレモネードで割ったものを、南部で「ラドラー」 (Radler)、北部では「アルスター・ヴァッサー」 (Alsterwasser) と呼称する。
フランスには、同様にビールを透明な炭酸飲料かレモネードで割った、「パナシェ」というカクテルがある。その名前の由来は、フランス語で「混ぜ合わせる」である。フランス人から見ればシャンディ・ガフはパナシェの一種ということになるが、逆にイギリスではパナシェのこともシャンディと呼んでいる（これが上述した、イギリスで一般的な「シャンディ」である）。スペインでは、缶入りクルスカンポ・シャンディ (Cruzcampo Shandy) が広く売られている。

## 標準的なレシピ
- ビール - 1/2
- ジンジャー・エール - 1/2

作り方
1. ビールを先にタンブラーに注ぐ。
2. ジンジャー・エールを充たし、軽くステアする。

備考
- 材料はいずれもよく冷やしておく。